# Pompa wirowa krętna
Pompa wirowa krętna – typ pompy wirowej, w której obrotowy ruch wirnika powoduje wzrost momentu pędu (krętu) cieczy.

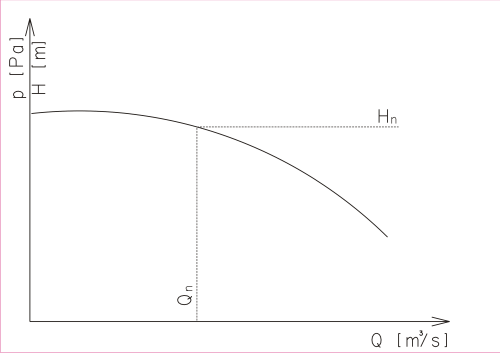
Rys. 1. Charakterystyka pompy wirowej (wysokość podnoszenia w funkcji wydajności). i – parametry nominalne pompy. Wysokość ponoszenia (ciśnienie po stronie tłocznej pompy) maleje wraz ze wzrostem natężenia przepływu. Pochylenie krzywej zależy od konstrukcji pompy

Wirniki pomp wirowych mają różne konstrukcje, co decyduje o charakterystyce pompy. Konstrukcję wirnika pompy z parametrami pracy (prędkość obrotowa wirnika {\displaystyle n,} wydajność {\displaystyle Q} i wysokość podnoszenia {\displaystyle H}) wiąże współczynnik szybkobieżności pompy wirowej. Kinematyczny współczynnik szybkobieżności pompy jest określony wzorem:
{\displaystyle n_{sQ}={\frac {n\cdot {\sqrt {Q}}}{H^{\frac {3}{4}}}}.}

## Zasada działania
Łopatkowy wirnik zwiększa moment pędu cieczy przepływającej przez pompę, powodując efekt ssania we wlocie i nadwyżkę ciśnienia po stronie tłocznej pompy.